# گروه تعقیب (فیلم ۱۹۹۳)
گروه تعقیب (به انگلیسی: Posse) فیلمی محصول سال ۱۹۹۳ و به کارگردانی ماریو فن پیبلز است. در این فیلم بازیگرانی همچون استیون بالدوین، ریچارد گنت، ریچارد جردن، بیگ ددی کین، چارلز لین، تام لیستر جونیور، تون لاک، سالی ریچاردسن، بلر آندروود، ماریو فن پیبلز، رجینالد ول‌جانسون، بیلی زین، ملوین ون پیبلز، آیزاک هیز، رابرت هوکس، نیپسی راسل، پال بارتل، وودی استرود، آرون نویل، استیون جی. کنل، وستا ویلیامز و فایزون لاو ایفای نقش کرده‌اند.